# Tristellateia dulcamara
Tristellateia dulcamara är en tvåhjärtbladig växtart som beskrevs av Adrien Henri Laurent de Jussieu. Tristellateia dulcamara ingår i släktet Tristellateia och familjen Malpighiaceae. Inga underarter finns listade i Catalogue of Life.